# Gustav Vigeland
Gustav Vigeland (norv. Gustav Vigeland; 11. april 1869 — 12. mart 1943) je bio norveški vajar.

## Biografija
Vigeland je rođen u Mandalu malom obalskom mestu ma jugu Norveške. Članovi njegove porodice su bili vrsne zanatlije. Tokom mladosti porodica ga je poslala u Oslo gde je naučio da čita i rezbari drvo. Međutim usled prerane smrti svog oca morao je da se vrati u Mandal kako bi pomogao svojoj porodici.

### Vigeland Park
Tokom 1921 gradske vlasti Osla su odlučile da sruše Vigelandovu kuću ne bi li oslobodila prostor za biblioteku. Kao kompenzaciju Vigeland je dobio kuću, ali uz obavezu da sav svoj potonji rad daruje Oslu.

## Galerija
- Reljef na Nobelovoj nagradi (medalji) 1901 - 1902, rad Gustava Vigelanda
- Instalacija Monolit, Frogner park u Oslu
- Fontana Gustava Vigelanda
- Statua medveda

## Spoljašnje veze
- Biografija Gustava Vigelanda (језик: енглески)